# 貝爾克里克五號鎮區 (阿肯色州瑟西縣)
貝爾克里克五號鎮區（英語：Bear Creek No.5 Township）是位於美國阿肯色州瑟西縣的一個行政鎮區。

## 地方資料
根據2010年美國人口普查的數據，貝爾克里克五號鎮區的面積為3.840平方千米，當中陸地面積為3.835平方千米，而水域面積為0.005平方千米。當地共有人口720人，而人口密度為每平方千米187人。